# Amer Deeb
Amer Mohammad Khalil Deeb (ur. 4 lutego 1980 w Ammanie) – jordański piłkarz, grający na pozycji pomocnika.

## Kariera klubowa
Amer Deeb rozpoczął swoją zawodową karierę w 1999 roku w klubie Al-Wehdat Amman. Z Al-Wahdat ośmiokrotnie zdobył mistrzostwo Jordanii w 2005, 2007, 2008, 2009, 2011, 2014, 2015 i 2016, pięciokrotnie Puchar Jordanii w 2009, 2010, 2011 i 2014 oraz pięciokrotnie Superpuchar Jordanii w 2005, 2008, 2009, 2010 i 2014. Był z niego wypożyczany do Emirates Club, Al-Yarmouk SC, Al-Faisaly FC i Al-Ittihad Kalba SC.

## Kariera reprezentacyjna
W reprezentacji Jordanii Deeb zadebiutował 13 lutego 2002 roku w wygranym 3:0 towarzyskim meczu z Litwą. W 2004 uczestniczył w Pucharze Azji. Deeb na tym turnieju wystąpił we wszystkich czterech meczach z: Koreą Południową, Kuwejtem, ZEA i w ćwierćfinale z Japonią. W tym samym roku uczestniczył w eliminacjach Mistrzostw Świata 2006. W 2007 i 2008 roku uczestniczył w eliminacjach Mistrzostw Świata 2010. W 2011 został powołany na Puchar Azji. Obecnie pełni funkcję wicekapitana reprezentacji. W reprezentacji rozegrał 115 spotkań i strzelił 20 bramek.